# Nuccio Ordine
Nuccio Ordine (Diamante, 18 luglio 1958 – Cosenza, 10 giugno 2023) è stato uno storico della letteratura, saggista e critico letterario italiano.
Professore ordinario di letteratura italiana presso l'Università della Calabria, considerato anche "il saggista italiano più conosciuto nel mondo", fu uno dei massimi studiosi del Rinascimento e di Giordano Bruno.
Di lui, il filosofo francese Pierre Hadot, membro del Collège de France, scrisse: «Nuccio Ordine, ben noto ai lettori per i suoi eccellenti lavori su Giordano Bruno, è anche uno dei migliori conoscitori attuali del milieu sociale, artistico, letterario e spirituale dell'età del Rinascimento e degli inizi dell'Età moderna».
I suoi libri (in particolare il best seller L'utilità dell'inutile, presente in trentadue Paesi) sono stati tradotti in numerose lingue tra cui cinese, giapponese, arabo, turco e russo.

## Biografia
Fellow dell'Harvard University Center for Italian Renaissance Studies e della Alexander von Humboldt Stiftung, insegnò in università prestigiose quali Università Yale, New York University, École Normale Supérieure Paris, Paris IV: Paris-Sorbonne, Paris III Sorbonne Nouvelle, CESR di Tours, Institute Universitaire de France, Paris VIII: Vincennes, Institut des Études Avancées de Paris, Warburg Institute e 
Università Cattolica di Eichstätt-Ingolstadt. Fu Membro d’Onore dell’Istituto di Filosofia dell’Accademia Russa delle Scienze e Membro dell’Académie Royale de Belgique. Ricevette cinque dottorati honoris causa e il Sigillo d’Ateneo dell’Università di Urbino. 
Presidente del Centro Internazionale di Studi telesiani, bruniani e campanelliani e membro del Comitato scientifico dell’Istituto dell’Enciclopedia Treccani, collaborò alle pagine culturali del Corriere della Sera ed El País.
Diresse collane di classici in Italia (“Classici della letteratura europea”, Bompiani) e in vari Paesi: in Francia diresse, con Yves Hersant, due collane presso Les Belles Lettres le Opere complete di Giordano Bruno e la «Bibliotheque Italienne»; in Romania, con Smaranda Bratu Elian, 2 collane presso l’editore Humanitas di Bucarest; in Brasile, con Luiz Carlos Bombassaro, 1 collana presso l’editore Educs di Caxias do Sul; in Bulgaria, con Vladimir Gradev, 1 collana presso l'editore Iztok Zapad di Sofia; in Russia, con Andrei Rossius, 1 collana presso l'editore Saint Petersburg University Press di San Pietroburgo. 
Fu membro del Board della collana «Boston Studies in the Philosophy of Science» (Springer) , formando così un ampio ventaglio di discipline dalla filosofia all'arte.
Nuccio Ordine è morto il 10 giugno 2023 all'ospedale di Cosenza, dove si trovava ricoverato in seguito a un malore occorsogli nella sua casa di Rende. Aveva 64 anni.

## Opere
- La cabala dell'asino. Asinità e conoscenza in Giordano Bruno, Collana Teorie & oggetti, Napoli, Liguori, 1996, ISBN 978-88-207-1475-8. - Premessa di Ilya Prigogine, Prefazione di Eugenio Garin, Collana I fari, Milano, La Nave di Teseo, 2017, ISBN 978-88-934-4356-2.
- La soglia dell'ombra. Letteratura, filosofia e pittura in Giordano Bruno, Collana Biblioteca, Venezia, Marsilio, 2003, ISBN 978-88-317-8149-7.
- Contro il Vangelo armato. Giordano Bruno, Ronsard e la religione, Collana Scienze e idee, Milano, Raffaello Cortina, 2007, ISBN 978-88-603-0086-7.
- Teoria della novella e teoria del riso nel Cinquecento, Collana Teorie e oggetti della letteratura, Napoli, Liguori, 2009, ISBN 978-88-207-2609-6.
- Le rendez-vous des savoirs. Littérature, philosophie et diplomatie à la Renaissance, París, Les Belles Lettres, 2009 .
- Les portraits de Gabriel Garcia Marquez: La répétition et la différence, Les Belles Lettres, 2012, 71 p. (ISBN 978-2251444505)
- L'utilità dell'inutile. Manifesto. Con un saggio di Abraham Flexner, Milano, Bompiani, 2013, ISBN 978-88-452-7448-0., Premio Nazionale Rhegium Julii Saggistica[8]
- Tre corone per un re. L'impresa di Enrico III e i suoi misteri, Prefazione di Marc Fumaroli, Collana Saggi, Milano, Bompiani, 2015, ISBN 978-88-452-7709-2.
- Classici per la vita. Una piccola biblioteca ideale, Collana Le onde, Milano, La Nave di Teseo, 2016, ISBN 978-88-934-4026-4.
- Una escuela para la vida, Valparaíso, Universidad de Valparaíso (traducción de Gemma Bayod y Jordi Bayod), noviembre 2018, ISBN 978-956-214-203-8 (https://editorial.uv.cl/portfolio-item/una-escuela-para-la-vida/).
- Gli uomini non sono isole. I classici ci aiutano a vivere, Collana Le onde, Milano, La Nave di Teseo, 2018, ISBN 978-88-934-4671-6.
- George Steiner. L'ospite scomodo, Collana Le onde, Milano, La nave di Teseo, 2022, ISBN 978-88-346-1118-0.

## Onorificenze

### Onorificenze accademiche
- Dottorato Honoris Causa Universidad Pontificia de Comillas, 2020[14] .
- Dottorato Honoris Causa de la Université catholique de Louvain, 2020
- Sigillo d'Ateneo dell'Università di Urbino, 2019

- Membro dell'accademia Reale di Belgio, 2020 [15].
- Membro del comitato scientifico Istituto dell'Enciclopedia Italiana Treccani, 2020.
- Membro d'Onore dell'Istituto di Filosofia dell'Accademia russa delle scienze - 2010.

## Premi
1987 Le città della Magna Grecia
2003 Cesare de Lollis
2003 Orient Express
2006 Anassilaos (sezione Megale Hellas)
2007  Lions Club (Cosenza Host)
2007 Rotary International (Club Riviera dei Cedri)
2007 Rombiolo "Il telaio"
2007 Siracusa Filosofia
2011 «We Build 2011» del Kiwanis International Club de Cosenza
2012 Premio Internazionale  "La Calabria nel Mondo" (Roma)
2013 XI Premio Internazionale «Marco&Alberto Ippolito» (Federazione Nazionale Insegnanti): Premio Eccellenza (sezione Cultura) – Medaglia del Presidente della Repubblica  Italiana, Giorgio Napolitano.
2013 XI Premio Internazionale «Marco&Alberto Ippolito» (Federazione Nazionale Insegnanti): Premio Amicizia
2014 XLVII Edizione Premio Rhegium Julii de ensayo
2014 Premio Cavallini-Sgarbi de ensayo
2015 Premio “Il sogno di Piero” de la Academia de Bellas Artes de Urbino
2016 Premio “Bos Primigenius” del Comune di Papasidero (Cosenza)
2019 Premio “Cedro d’argento 2019” Lions Club Diamante Alto Tirreno
2019 Premio “Ali sul Mediterraneo 2019” San Pietro a Maida
2019 Premio “La perla del Tirreno” 2019 (sección cultura) San Lucido
2019 Premio Internazionale Liberpress Letteratura, Girona (Spagna)
2019 Premio «Dal Tirreno alla Ionio» (Matera)
2020 Premio Speciale Fondazione Carical-Premio per la Cultura Mediterranea XIV edizione
2020-2021 Premio Internazionale de Humanismo y Renacimiento, Museo Liceo Egipcio, León, 2020-2021.